# Bitva u Kappelu
Bitva u Kappelu byla klíčové střetnutí druhé války o Kappel. Odehrála se 11. října 1531 (pouhé dva dny po vyhlášení války) při Kappelu na Albisu a spojené síly pěti katolických kantonů v ní zaskočily a rozdrtily podstatně menší armádu kantonu Curych (Zürich) dříve, než se k ní mohly připojit vojska ostatních protestantských kantonů. V bitvě padl i duchovní vůdce a velitel protestantů Ulrich Zwingli. Spojené síly protestantských kantonů se pokusily situaci ještě zvrátit, ale postrádaly Zwingliho vedení a po ostudné porážce u Gubelu byly přinuceny k mírovým jednáním a válka skončila jasným vítězstvím katolíků.